# OpenHPC

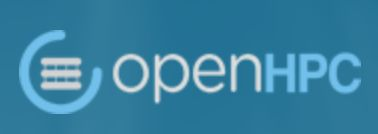
Logo des openHPC-Projekts

Die OpenHPC-Initiative ist ein kollaboratives Projekt unter dem Dach der Linux Foundation. Es hat zum Ziel, eine einfach installier- und benutzbare Software-Umgebung (Framework) für High-Performance-Computing zu entwickeln und zu verbreiten.
Die für das grundlegende Aufsetzen eines HPC-ComputeClusters notwendigen Komponenten stehen als Open Source zur Verfügung.
Weitere, optionale Komponenten (Intel-C/Fortran-Compiler, diverse Performance-Analyse-Tools) erfordern den Erwerb von Lizenzen ihrer jeweiligen Hersteller.

## Gründung
Das Projekt wurde am 12. November 2015 während der SC '15 von den unter Gründungsmitglieder genannten Firmen und Forschungseinrichtungen gegründet.

## Ziele
Das Projekt will erreichen, dass openHPC
- als ein robustes und vielfältiges System aus miteinander integrierten Komponenten eine stark vereinfachte Nutzung von HPC-Techniken ermöglicht
- eine stabile Software-Umgebung zum Testen und Validieren eines breiten Spektrums an HPC-Anwendungen bietet
- als integriertes Open-Source-Framework die Gesamtkosten für die Inbetriebnahme einer eigenen HPC-Umgebung verringert
- mit seinem flexiblen Konfigurationsmanagement und zueinander kompatiblen Software-Paketen viele Einsatzfälle von HPC abdeckt, und trotzdem die Integration mit anderen HPC-Komponenten erlaubt

Das Aufsetzen eines ComputeClusters erfordert eine Menge administrativer Arbeit. Spezialisierte Systemadministratoren planen
- mit welcher Cluster-Verwaltungssoftware sie ihr Cluster installieren und verwalten wollen
- mit welchen Werkzeugen sie es überwachen und
- mit welchem ResourceManager (Job Scheduler) sie es durch die Benutzer mit Jobs (Teilaufgaben) beschicken wollen.

Dann installieren und konfigurieren sie auf dem/n MasterNode(s) die ausgewählte Software, mittels der sie dann die ComputeNodes erfassen, ihrerseits mit einem Betriebssystem versehen und in Betrieb nehmen.
OpenHPC will diese Vorgänge dadurch vereinfachen, dass ein einziger Software-Stack – bestehend aus weitgehend standardisierten und gegeneinander getesteten Komponenten – aus einem einzigen Repository heraus installiert wird, der sofort lauffähig ist und die Inbetriebnahme der ComputeNodes unmittelbar ermöglicht.
Den Integrationsaufwand der verschiedenen Komponenten hat dabei das openHPC-Projekt bereits weitgehend erledigt, so dass dem Betreiber nur geringer Konfigurationsaufwand entsteht.

## Erstausgabe
Am 5. Februar 2016 erschien mit „OpenHPC 1.0.1“ das erste Release des Frameworks.

## Unterstützte Betriebssysteme
Zurzeit wird openHPC nur gegen CentOS 7.1 entwickelt und getestet. Es ist aber davon auszugehen, dass es mit kompatiblen Linux-Distributionen (Red Hat Enterprise Linux oder Scientific Linux) ebenso betrieben werden kann.

## Nutzung
Da HPC im Allgemeinen das „scale-out“-Prinzip (Verteilung aufwendiger Rechnungen auf mehrere Compute-Nodes) vorsieht, benötigt man einen Master-Node, der die Compute-Nodes mit der openHPC-Software und später mit Teilaufgaben versorgt.
Zur Nutzung von openHPC reicht es, im unterstützten Basis-Betriebssystem des Master-Nodes das openHPC-Repository einzutragen, um den integrierten Software-Stack herunterladen und installieren zu können.
Die Komponenten werden nach /opt/ohpc/ installiert, was ein für Master-Node und alle Compute-Nodes gemeinsames (NFS-)Verzeichnis sein sollte.
Die im openHPC-Projekt benutzten Komponenten sind:
- Warewulf als image-basierendes Compute-Node-Verwaltungssystem
- SLURM als Ressourcenmanager / Batch-Scheduler
- MPI-Bibliotheken (Intel-MPI, MVAPICH2, OpenMPI)
- verschiedene wissenschaftliche Bibliotheken wie FFTW, HDF5 (mit serieller und paralleler I/O-Unterstützung) und die GNU Scientific Library (GSL)
- InfiniBand-Treiber und -Tools (OFED, PSM, RDMA, IPoIB)
- Lustre-Client für das verteilte Filesystem
- Nagios-Client zur Verfügbarkeitsüberwachung
- Ganglia zur Performance- und Auslastungsüberwachung des Clusters
- Intel Cluster Checker zur Diagnose von Hard- und Softwareproblemen (lizenzpflichtig)
- Intel Parallel Studio XE C/C++ und Fortran-Compiler (u. U. lizenzpflichtig)

## Gründungsmitglieder
(in alphabetischer Reihenfolge)
- Allinea Software
- Altair Engineering
- ANSYS des Argonne National Laboratory
- Atos
- Barcelona Supercomputing Center
- The Center for Research in Extreme Scale Technologies at Indiana University
- Cray
- Dassault Systemes SIMULIA
- Dell
- Fujitsu Systems Europe
- Hewlett Packard Enterprise
- Intel Corporation
- Jülich Supercomputing Centre
- Lawrence Berkeley National Laboratory
- Lawrence Livermore National Laboratory
- Leibniz Supercomputing Centre
- Lenovo
- Los Alamos National Laboratory
- MSC Software
- NEC
- Oak Ridge National Laboratory
- Pacific Northwest National Laboratory
- ParTec
- Penguin Computing
- Pittsburgh Supercomputing Center
- Sandia National Laboratories
- SENAI CIMATEC
- SUSE
- Texas Advanced Computing Center